# Siergiej Wojciechowski (pisarz)
Siergiej Lwowicz Wojciechowski, ros. Сергей Львович Войцеховский (ur. 4 marca 1900 w Warszawie, zm. 21 stycznia 1984 w USA) – rosyjski działacz emigracyjny, pisarz i publicysta, poeta.

## Życiorys
Dzieciństwo spędził w Mohylewie, gdzie ukończył gimnazjum. Od 1915 r. uczył się w Niżiegorodskim Instytucie Szlacheckim. Naukę przerwała rewolucja bolszewicka w październiku 1917 r. Przyjechał na Ukrainę, gdzie na pocz. 1918 r. wstąpił do antybolszewickiej organizacji gen. P. N. Łomnowskiego. Następnie był urzędnikiem i tłumaczem w ministerstwie spraw zagranicznych Hetmanatu. Od grudnia 1918 r. pracował we francuskim konsulacie w Odessie. W marcu 1919 r. został wysłany do Kijowa, aby nawiązał kontakt z wojskami Białych gen. Antona I. Denikina. W maju tego roku objął funkcję oficera do specjalnych poruczeń w sztabie Wojsk Obwodu Kijowskiego. W styczniu 1920 r. ponownie znalazł się w Odessie, gdzie współtworzył Związek Oswobodzenia Rosji. We wrześniu 1921 r. zamieszkał w Polsce. Działał w Monarchistycznej Organizacji Centralnej Rosji. Od poł. lat 20. był w Warszawie rezydentem oddziału wywiadowczo-informacyjnego kancelarii Wielkiego Księcia Nikołaja Nikołajewicza, na czele którego stał gen. Aleksandr P. Kutiepow. Jako jeden z pierwszych zaczął dowiadywać się o prowokacyjnym charakterze bolszewickiej operacji „Trust”. W 1932 r. wszedł w skład redakcji gazety „Wieść”. Został też sekretarzem Rosyjskiego Komitetu Społecznego. Był autorem wierszy, które zostały opublikowane w 1932 r. w zbiorze prozy pt. „Stichi”. Pisał artykuły do emigracyjnych pism rosyjskich, jak „Bor´ba za Rossiju”, „Wozrożdienija”, „Rul”, „Rossija”, „Siegodnia”, a także „Kuriera Warszawskiego”. Używał pseudonimów „W.”, „W. S.”, „S. Ł. W – skij”, „S. Lwow”, „W. Siergiejew”, „W”. Podczas okupacji niemieckiej od grudnia 1939 r. stał na czele Russische Vertrauenstelle. Wykorzystując swoje wpływy wśród administracji okupacyjnej, umożliwił półlegalną lub nielegalną działalność w Generalnym Gubernatorstwie wysłannikom Narodowej Organizacji Rosyjskiej Młodzieży (NORM), Narodowego Związku Pracujących (NTS) i innych rosyjskich organizacji emigracyjnych. Pełnił też funkcję korespondenta berlińskiego pisma „Nowoje słowo”. W 1944 r., po zlikwidowaniu Russische Vertrauenstelle, wyjechał do Berlina. 30 kwietnia 1945 r. w Feldkirche wraz z grupą uchodźców rosyjskich przyłączył się do 1 Rosyjskiej Armii Narodowej gen. Borisa A. Smysłowskiego. Po przejściu formacji na terytorium Liechtensteinu prowadził rozmowy z premierem księstwa w sprawie uzyskania statusu uchodźców politycznych, ale bez skutku. W tej sytuacji przeszedł do francuskiej strefy okupacyjnej Austrii, gdzie pomagał Rosjanom w uniknięciu deportacji do ZSRR. Po 1946 r. został przedstawicielem emigracji rosyjskiej przed administracją amerykańską w Austrii. Wstąpił do Rosyjskiego Związku Imperialnego – Order. W 1947 r. zamieszkał w zachodnich Niemczech. W 1950 lub 1951 r. wyemigrował do USA, gdzie kontynuował działalność w rosyjskich organizacjach emigracyjnych. Pracował w Funduszu Tołstoja. W 1953 r. współtworzył Rosyjski Komitet Polityczny. Był autorem licznych artykułów w pismach „Nasza strana”, „Nowoje russkoje słowo”, „Rossija”, „Wozrożdienije”, „Nowyj żurnał”, „Czasowoj”. Jego prace były publikowane w biuletynie wydawanym przez Rosyjską Grupę Akademicką w Nowym Jorku. W 1974 r. ukazała się jego książka pt. „Triest. Wospominanija i dokumienty” i zbiór wierszy, w 1978 r. zbiór opowiadań wspomnieniowych pt. „Epizody”, zaś w 1981 r. kolejny zbiór wierszy.